# Жанаталап (Кегенський район)
Жанатала́п (каз. Жаңаталап) — село у складі Кегенського району Алматинської області Казахстану. Адміністративний центр Алгабаського сільського округу.
Населення — 463 особи (2021; 631 у 2009, 616 у 1999, 871 у 1989).